# Alcis caucasica
Alcis caucasica är en fjärilsart som beskrevs av Eugen Wehrli 1928. Alcis caucasica ingår i släktet Alcis och familjen mätare. Inga underarter finns listade i Catalogue of Life.